# Román o věrném přátelství Amise a Amila
Román o věrném přátelství Amise a Amila je román českého novoromantického básníka a prozaika Julia Zeyera, napsaný na základě středověkých francouzských pramenů. Šlo o původní latinskou anonymní mnišskou legendu Vita sanctorum Amici et Amelii (Život svatého Amise a Amila) z poloviny 12. století, přepracovanou na počátku 13. století ve starofrancouzský epos (chanson de geste) Ami et Amile (Amis a Amil), resp. i o moderní adaptace těchto děl. Román vycházel nejprve časopisecky na pokračování roku 1877 v časopise Lumír, knižně vyšel roku 1880.
Zeyer v románu zobrazil pomocí archaického básnického jazyka idealizované prostředí rytířské Francie. Příběh však dotvořil prvky keltské a skandinávské epiky, takže francouzská předloha tvoří pouhou šestinu románu. Román obsahuje rovněž pro Zeyera časté téma silného citového přátelství mezi muži. Ve vyprávění se objevují časté a rozsáhlé odbočky do minulosti hrdinů a fantastika má v románu tak významné místo, že je možno jej z dnešního pohledu považovat za fantasy.

## Obsah románu
Román líčí nekonečně čisté a hluboké přátelství dvou mladíků, Amise a Amila, kteří jsou si k nerozeznání podobni. Vyprávění začíná jejich setkáním v Remeši na základě slibu, že se po pěti letech sejdou tam, kde zrovna bude král. Při cestě lesem potkají starého poustevníka, který je zavede ke hrobu jejich babičky. Tou byla krásná Belisanta milující mramorovou sochu antického Adóna. Vdala se za rytíře Raoula a měla s ním dvě dcery, dvojčata. Do Belisanty byl také zamilován Raoulův přítel rytíř Gaston. Aby ji získal, uloupil Adónovu sochu. Když k němu Belisanta přišla, pohanskou sochu zničil. Belisanta omdlela a přitom narazila hlavou do zbytků sochy a zemřela. Gaston ji pohřbil v lesích a stal se poustevníkem. Její dcery pak žily od sebe odloučené a ve stejný okamžik každá porodila syna. Těmito dvěma syny jsou právě Amis a Amil.
V Remeši potká Amil při slavnosti Nanebevzetí Panny Marie krásnou dívku Jolantu, do které se zamiluje. Na turnaji zjistí, že jde o královskou dceru. Je zdrcen, protože tím je pro něho jako pro chudého rytíře ztracena. Následně turnaj vyhraje, když porazí i hraběte Florestána, také usilujícího o Jolantu. Jako vítěz je pozván králem ke dvoru a rozhodne se cestovat s ním do Paříže, aby mohl být Jolantě nablízku.

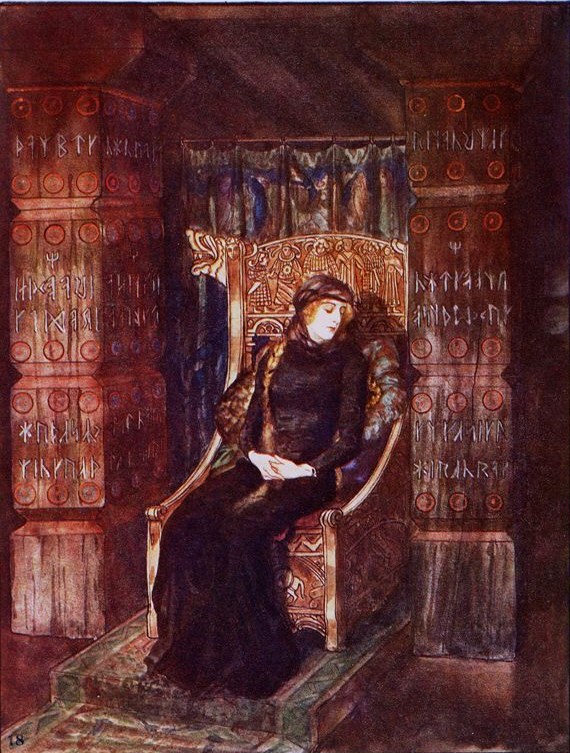
Thorgerda, ilustrace Artuše Scheinera

Protože je Amis stále zasmušilý, prosí jej Amil, aby mu sdělil příčinu svého smutku. Amis mu vypoví příběh svého nešťastného manželství. Na cestách po Evropě se dostal i na norský královský dvůr. Když zde spatřil na obraze Thorgerdu, dceru Jorunny, sestry norské královny Astridy, byl uchvácen její krásou. Jorunna kdysi prchla s islandským panovníkem Olafem, měla s ním dceru a mladá zemřela. Astrida pro ni truchlí a chtěla by její dceru dostat zpět do Norska. A tak Amis složil rytířský slib, že Thorgerdu přivede zpět. Na Islandu je v královském městě Nidarosu vřele přijat jako host. Thorgerda je však k zpočátku němu chladná, protože podlehla vlivu své babičky, Olafovy matky Sigelindy, která byla valkýrií.
Thorgerda má jediný cíl, chce najít rubáš a zlatý pás své babičky. Tyto předměty, které Sigelindě ukradl Olafův otec Sigurd, když se nahá koupala, aby z ní mohl učinit svou ženu, by i Thorgerdě umožnily stát se valkýrií. Sigurd však oba předměty uschoval a místo úkrytu řekl pouze synovi Olafovi. Přestože Thorgerda považuje lásku za slabost, má na ni Amisovo dvoření vliv. Zaslíbila se temnému duchu sopky Hekly, brání se začínající lásce, ale chvílemi podléhá svým citům.
Když se na lovu ptáků zřítí Olaf ze skály a je smrtelně zraněn, žádá svou dceru, aby mu alespoň nyní projevila trochu lásky a políbila jej. Thorgerda vyhoví pod podmínkou, že jí Olaf vyzradí místo, kam ukryl pás a rubáš, a Olaf jí to pod nátlakem prozradí. Po jeho pohřbu zapálí Thorgerda Nidaros a spěchá vyzvednout rubáš a pás z útrob sopky. Místo úkrytu zná ovšem také přítel Olafa, kovář Asbjarn, a ten vyzve Amise, aby předměty z úkrytu vyzvedli dříve než Thorgerda. Podaří se jim zničit rubáš, ale o pás musí Amis s Thorgerdou bojovat. Pás zmizí v sopce a Thorgerda Amisovi řekne, že pokud pás přinese, stane se jeho ženou. Po bojích s duchy sopky se to Amisovi povede a Thorgerda musí dostát svému slibu. Amis ji odveze do Norska a pak na svůj hrad do Francie. Thorgerda je však opět chladná a zasmušilá, Amise i sama sebe nenávidí za to, že selhala, a marně se snaží najít pás. Proto je Amis nešťasten a na konci svého vyprávění požádá Amila, aby u sebe pás schoval.
Po Amisově odjezdu zůstává Amil u krále. Zúčastní se s ním a s jeho družinou lovu na obrovského bílého zubra, na který je pozval opat Hyvarnion do svého kláštera v lesích. Během lovu se Amil a Jolanta sblíží. Jolantina matka si však dceřinu zamilovanost vyloží jako lásku k Florestánovi, který skolil zubra a je tudíž oslavován. Když Florestán na lovecké hostině požádá o Jolantinu ruku, dostane i na přímluvu královny souhlas. Jolanta je nešťastná a uteče do Amilovy komnaty. Florestán je tam však najde, sžírá ho žárlivost a obžaluje Amila, že má s Jolantou vztah. Ten, aby zachránil Jolantinu čest, křivě přísahá, že tomu tak není. O tom, kdo má pravdu, musí rozhodnout souboj obou rytířů.
Protože Amil ví, že jeho přítel Amis je v boji daleko zdatnější, vydá se k němu a požádá jej o pomoc. Díky vzájemné podobnosti nastoupí Amis do souboje namísto Amila a Florestána zabije. Amil zatím pobývá na Amisově hradu s jeho manželkou Thorgerdou. Vydává se za jejího manžela, ale do lože mezi ně položí meč. Thorgerda pozná, že to není Amis, a ke všemu u něj v noci najde zlatý pás své babičky, který stále hledá a který svěřil Amis Amilovi, aby jej Thorgerda nenašla. Pás promění Thorgerdu ve valkyrii a Thorgerda se rozhodne, že se Amisovi krutě pomstí.

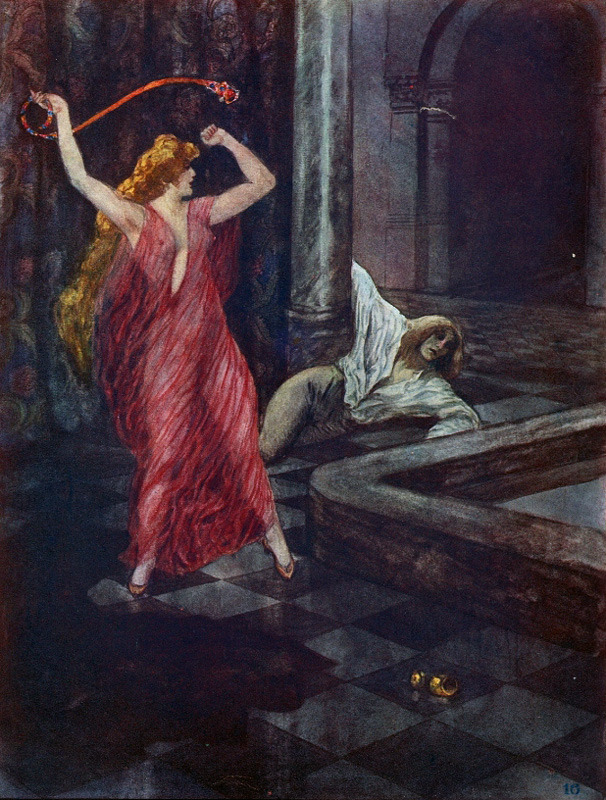
Torgeda proklíná Amise, ilustrace Artuše Scheinera

Oba přátelé se opět setkají a vymění si své úlohy. Amil slaví svatbu s Jolantou a odstěhuje se s ní na svůj hrad. Amis se vrátí ke Thorgerdě, ale ta jej pomocí pásu prokleje a sešle na něj malomocenství. Prozradí mu také, že jediným lékem na jeho nemoc je koupel v krvi Amilových dětí, což také napsala Amilovi a Jolantě. Amis to odmítá a raději bloudí světem jako malomocný žebrák. Jolanta s Amilem zatím vytvořili na svém hradě útulek pro chudé, protože je tíží hrozný pocit viny za Amsisův osud.
Po pěti letech přijde zubožený Amis k příteli zemřít. Jeden poustevník jim poradí, aby se vydali na ostrov u Irska, kde žije svatý Patrik, který pomáhá kajícníkům. Přátelé se vydají na dlouhou cestu a po mnoha protivenstvích svatého Patrika skutečně najdou. Ten jim však pomoci nemůže. Jedinou možností je obětování Amilových dětí, dcery Elisény a syna Gandelína. Po návratu domů se Amil rozhodne, že i za takovou strašlivou cenu příteli pomůže. Zabije své děti a jejich krev naleje do lázně, kam předtím uložil Amise. Ten z ní vystoupí zdravý, mladý a krásný. Amil však prožívá strašlivá duševní muka a Jolanta nechce žít. Do hradu v tu dobu dorazí průvod bývalých Amisových poddaných, které Thorgerda na svém hradě téměř utýrala. Nesou s sebou svatou sochu Panny Marie a prosí, aby s její pomocí Amil na Thorgerdu zaútočil. Svatá socha učiní zázrak a mrtvé děti oživí.
Amil a Amis vyrazí s vojskem porazit Thorgerdu. Když to již vypadá, že Torgerda zvítězí s pomocí čarovné síly pásu, kterým přivolává démony, objeví se na nádvoří Jolanta s dalšími ženami, se svatou sochou a se svými obživlými dětmi. Démoni zmizí, pás ztratí moc a Thorgerdino vojsko se vzdá ze strachu z Boží síly. Thorgerda zapálí své lože a uškrtí se na něm svým pásem.
Poté žije Amis společně s Amilem a jeho rodinou na jeho hradě. Když Amilovy děti dospějí, vydají se oba přátelé do svaté války proti pohanům, kde ve stejnou chvíli hrdinně padnou. Jejich nabalzamovaná těla jsou převezena do vlasti a uložena do hrobky před klášterem, kam se uchýlila Jolanta.